# L'ora della violenza
L'ora della violenza (The Substitute) è un film del 1996 diretto da Robert Mandel.

## Trama
Jonathan Shale è un mercenario professionista che ha effettuato lavori sotto copertura per il governo, dopo aver combattuto in Vietnam. Quando fa ritorno a Miami per riposarsi e aspettare altri incarichi che non arrivano, la sua fidanzata Jane Hetzko insegnante in una scuola dove agisce la malavita locale e governata all'interno da studenti appartenenti a una gang, viene picchiata e le viene spezzata una gamba.
Per risolvere la situazione Shale si presenta a scuola sotto copertura come sostituto di Jane,  la sua identità è John Smith, supplente laureato in un'università dell'Ivy League. Preso servizio, scopre che nella scuola opera una organizzazione di trafficanti di droga capeggiata dal preside, ex poliziotto corrotto, e rifornita dalla mafia, con una rete di spaccio gestita da studenti agli ordini del preside. Dopo che un insegnante viene assassinato per aver visto il deposito della droga all'interno della scuola stessa, Shale e i suoi mercenari passano all'azione. Lo scontro avviene non solo con la banda di teppisti, ma con altri mercenari assoldati per un incarico che Shale aveva rifiutato, proteggere l'ingresso di una grossa partita di droga negli Stati Uniti, ed il tutto si conclude sanguinosamente.

## Sequel
Nel 1998 è stato realizzato un sequel televisivo dal titolo L'ora della violenza 2, con Treat Williams e Edoardo Ballerini.